# ویگلیتس
ویگلیتس (به آلمانی: Wieglitz) یک منطقهٔ مسکونی در آلمان است که در بولشترینگن واقع شده‌است. ویگلیتس  ۱۹۱ نفر جمعیت دارد.